# Frederik Ludvig af Mecklenburg-Schwerin
Arvestorhertug Frederik Ludvig af Mecklenburg-Schwerin (tysk: Friedrich Ludwig, Erbgroßherzog von Mecklenburg) (13. juni 1778 – 29. november 1819) var en ikke-regerende hertug, fra 1785 arveprins og fra 1815 arvestorhertug af Mecklenburg-Schwerin. Som generalløjtnant deltog han i kampene mod Napoleons tropper under Napoleonskrigene.

## Biografi
Frederik Ludvig blev født den 13. juni 1778 i Ludwigslust som ældste søn af den senere Storhertug Frederik Frans 1. af Mecklenburg-Schwerin og Prinsesse Louise af Sachsen-Gotha.
Han blev arveprins ved sin fars tronbestigelse i 1785. Da Mecklenburg-Schwerin efter Napoleonskrigene blev ophøjet til storhertugdømme ved Wienerkongressen i 1815 fik han titel af arvestorhertug.
Frederik Ludvig døde som 41-årig den 29. november 1819 i Ludwigslust. Da han døde før sin far, blev han aldrig storhertug. Han blev begravet i Ludwigslust.

## Ægteskab og børn

### Første ægteskab
Frederik Ludvig giftede sig første gang 22. oktober 1799 i Gattjina ved Sankt Petersborg med Storfyrstinde Helena Pavlovna af Rusland, datter af Kejser Paul 1. og Sophie Marie Dorothea af Württemberg. De fik to børn:
- Paul Frederik, Storhertug af Mecklenburg-Schwerin 1837-1842

∞ 1822 Prinsesse Alexandrine af Preussen (1803-1892)
- Marie (1803–1862)

∞ 1825 med Georg, Hertug af Sachsen-Altenburg (1796-1853)

### Andet ægteskab
Han giftede sig anden gang 1. juli 1810 i Weimar med Prinsesse Caroline Louise af Sachsen-Weimar-Eisenach, eneste overlevende datter af Storhertug Karl August af Sachsen-Weimar-Eisenach og Prinsesse Louise af Hessen-Darmstadt. De fik tre børn:
- Albert (1812–1834)
- Helene (1814–1858)

∞ 1837 Ferdinand Filip, Hertug af Orléans (1810-1842)
- Magnus (1815–1816)

### Tredje ægteskab
Han giftede sig tredje gang 3. april 1818 i Homburg med Prinsesse Auguste af Hessen-Homburg, datter af Landgreve Frederik 5. af Hessen-Homburg og Prinsesse Caroline af Hessen-Darmstadt. Der blev ikke født børn i ægteskabet.